# Martial-Louis de Beaupoil de Saint-Aulaire

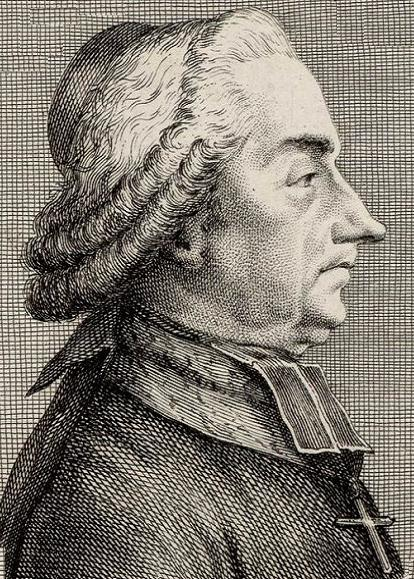
Bischof de Beaupoil (1789)

Martial-Louis de Beaupoil de Saint-Aulaire (* 1. Januar 1719 in Barry, heute im Département Hautes-Pyrénées; † 17. März 1798 in Freiburg im Breisgau) war ein französischer Bischof.

## Leben
Martial-Louis de Beaupoil de Saint-Aulaire stammte aus einer altadligen Familie aus dem Limousin, die einige Generäle, Bischöfe und ein Mitglied der Académie Française hervorgebracht hat. Martial-Louis gehörte zu einem jüngeren Zweig der Familie; er wurde 1719 auf dem Schloss Barry geboren. Er wurde am 17. Februar 1759 zum Bischof von Poitiers ernannt und am 13. Mai 1759 geweiht.
1789 vom Klerus der Sénéchaussée Poitou in die Nationalversammlung gewählt, trat Mgr. de Saint-Aulaire dort energisch gegen die Verpflichtung der Geistlichen auf die Zivilverfassung und die Ernennung der konstitutionellen Bischöfe ein und ging nach dem Ende der Sitzungsperiode ins Exil. Dort starb er 1798.

## Weblink
- Eintrag auf der Website der französischen Nationalversammlung